# Johann Georg von Raumer
Johann Georg von Raumer (* 1. Mai 1671 in Dessau; † 5. Februar 1747 ebenda) war ein anhaltischer Regierungspräsident und preußischer Gesandter.

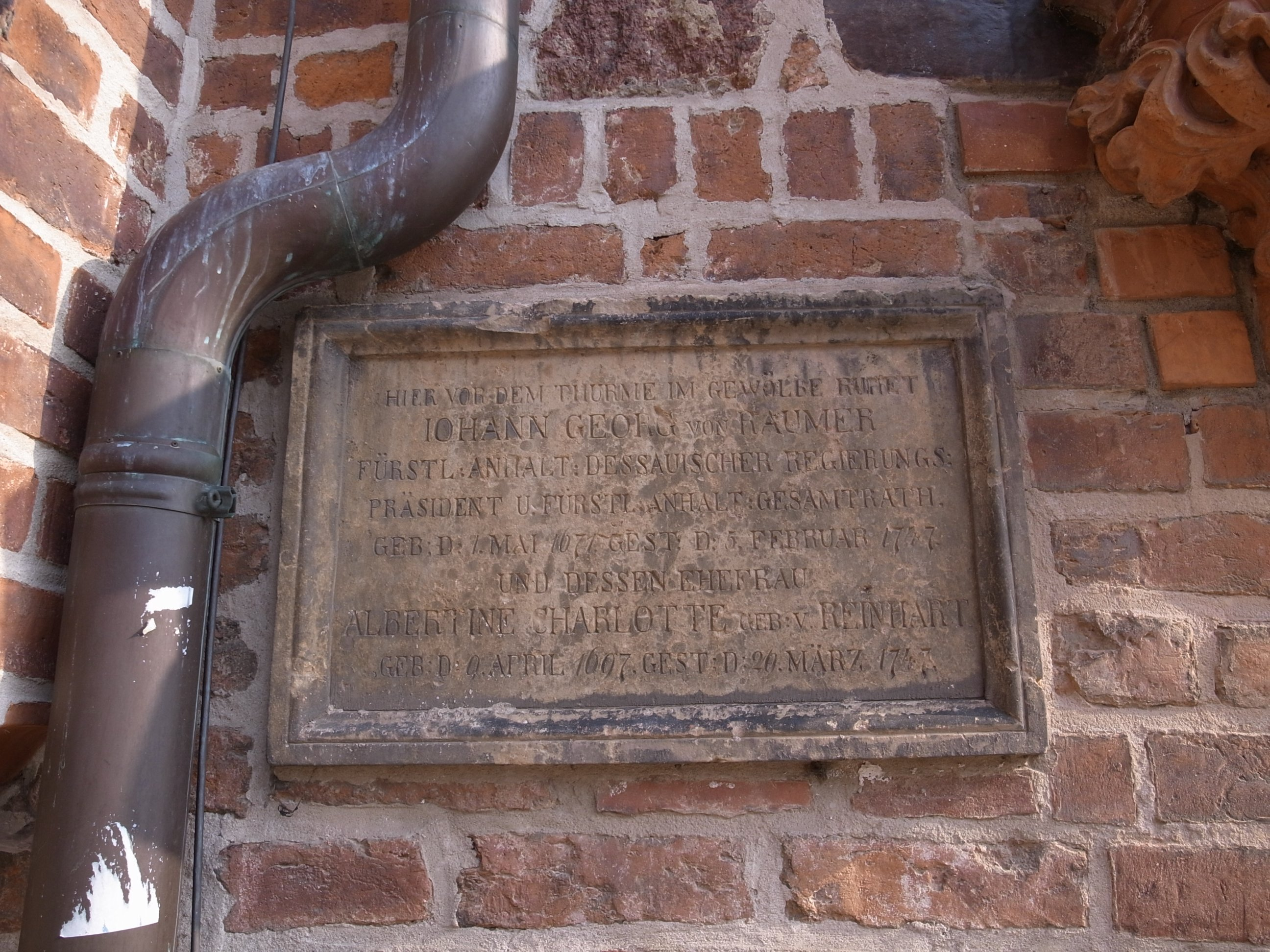
Grabplatte an der Marienkirche in Dessau

## Leben und Wirken
Der Sohn des Dessauer Theologen Ephraim Jonathan Raumer (1646–1676) und der Johanna Magdalena Milagius (1642–1676), Tochter des Diplomaten und Fürstlich Anhaltischen Kanzlers Martin Milagius wurde bereits mit fünf Jahren Vollwaise. Dadurch übernahmen sowohl sein Großvater Georg Raumer als auch die Brüder seines Vaters, Theodor Christian Raumer und Friedrich Amadeus Gottlieb von Raumer, die Erziehung und Ausbildung, wobei Letzterer, selbst kinderlos, ihn auch offiziell adoptierte. Sein Großvater selbst sorgte für die Aufnahme auf dem Zerbster Gymnasium illustre, wo sein Onkel Theodor Christian Raumer zu jener Zeit das Rektorat innehatte. Im Jahr 1690 begann Raumer schließlich sein Studium der Rechtswissenschaften zunächst unter Andreas Mylius an der Universität Leipzig und schloss dieses 1694 bei Samuel Stryk an der Universität Halle an der Saale ab.
Anschließend unternahm er eine längere Studienreise durch Norddeutschland, Niederlande, Frankreich und England, wo er schwerpunktmäßig die englische und französische Sprache erlernte und das Kriegsgeschehen der preußischen Armee im Rahmen des Pfälzischen Erbfolgekrieges beobachtete und dokumentierte. Im Jahr 1696 folgte er einem Ruf als Fürstlicher Gesandter an den Hof der amtierenden Interimsregentin von Anhalt-Dessau Henriette Catharina von Oranien-Nassau, Mutter des künftigen Fürsten Leopold I., die ihn zunächst als Beobachter der Belagerung von Namur entsandte. Schon ein Jahr später war Raumer fürstlich anhaltischer Gesandter in der Delegation für die Friedensverhandlungen von Rijswijk. Hier wurde unter anderem der brandenburgisch-preußische Staatsminister Paul von Fuchs auf ihn aufmerksam und veranlasste beim Fürstenhaus, dass Raumer anschließend als Botschafter sowohl am schwedischen wie auch am dänischen Königshaus akkreditiert wurde.
Während des Spanischen Erbfolgekriegs (1701–1714) begleitete Raumer einige Jahre lang den Fürsten Leopold I. von Anhalt-Dessau als Berater auf seinen Feldzügen in Italien und Frankreich. Auch der neue König von Preußen Friedrich I. bediente sich nunmehr der Dienste von Raumer und ernannte ihn zu seinem Generalstaatssekretär und Kgl. Hofrat. Er entsandte ihn in diplomatischer Mission unter anderem 1708 nach Dresden und 1709 zum Prinzen Eugen von Savoyen nach Wien. Im Jahr 1717 erfolgten Raumers Beförderung zum Geheimrat und 1720 ein erneuter Auftrag als Delegierter zu den Friedensverhandlungen von Stockholm. Noch im gleichen Jahr wurde er nach seiner Rückkehr als offizieller Nachfolger seines Onkels und Adoptivvaters zum Regierungspräsidenten von Dessau ernannt, in ein Amt, welches er bereits seit längerem kommissarisch mitverwaltet hatte und weswegen er auch auf mehrere lukrative Angebote als Botschafter an ausländischen Fürstenhäusern tätig zu sein, verzichtet hatte. Darüber hinaus berief man ihn ebenfalls im Jahr 1720 zum Präsidenten des Konsistoriums und beförderte ihn schließlich 1728 noch zum Geheimrat.
Bereits am 15. September 1708 erhielt Raumer von Kaiser Joseph I. die Bestätigung und Erneuerung des Reichs- und erbländisch-österreichischen Adels, welchen zuvor sein Adoptivvater 1693 erhalten hatte und der auf Grund von dessen Kinderlosigkeit nunmehr auf Johann Georg übertragen wurde.
In positiver Erinnerung an seine frühere Ausbildungsstätte, dem Francisceum in Zerbst, sowie der familiären Verbundenheit zu dieser Institution, vermachte Raumer im Jahre 1714 dieser Schule die Familienbibliothek mit mehr als 1000 alten Bücherbänden, die ursprünglich sein Großvater und Dessauer Superintendent und Konsistorialrat Georg Raumer angelegt hatte. Sein Adoptivvater Friedrich Amadeus Gottlieb von Raumer tat es ihm ein Jahr später gleich und vermachte seine ganze Bibliothek ebenfalls dieser Einrichtung.
Ein Teil des Nachlasses Johann Georg von Raumers befindet sich heute im Gerlach-Archiv an der Universität Erlangen-Nürnberg.

## Familie
Johann Georg von Raumer war verheiratet mit Albertine Charlotte von Reinhart (1697–1747), Tochter des Geheimrates und Kanzlers zu Bernburg Johann Georg von Reinhart. Mit ihr hatte er drei Töchter und zwei Söhne, wobei sein Sohn Leopold Gustav Dietrich von Raumer (1726–1788), welcher ebenfalls anhaltischer Regierungsdirektor wurde, mit Anna Eleonore von Waldow, der Hofdame unter anderem der Fürstin und Ehefrau von Leopold I. Anna Luise Föhse, verheiratet war. Leopold Georg führte die bis heute bestehende Linie der Familie von Raumer fort, von der zahlreiche Mitglieder immer wieder herausragende Positionen vor allem in der Wissenschaft, Politik und im Militärdienst in Anhalt und Preußen innehatten.
Der zweite Sohn Karl Albrecht Friedrich von Raumer wurde preußischer Generalleutnant und Gouverneur von Danzig und wurde als erster der Familie mit dem Pour le Mérite geehrt.